# Eryngium diffusum
Eryngium diffusum är en flockblommig växtart som beskrevs av John Torrey. Eryngium diffusum ingår i släktet martornar, och familjen flockblommiga växter. Inga underarter finns listade i Catalogue of Life.